# Alischirnevalia
Alischirnevalia là một chi bướm đêm thuộc phân họ Olethreutinae trong họ Tortricidae.

## Các loài
- Alischirnevalia callirrhoa (Meyrick, 1911)